# Gemeinnützigkeit
Gemeinnützig ist ein Begriff aus dem Steuerschuldrecht und bezeichnet eine Tätigkeit, die darauf gerichtet ist, die Allgemeinheit auf materiellem, geistigem oder sittlichem Gebiet selbstlos zu fördern. Eine Körperschaft, die ausschließlich und unmittelbar gemeinnützige Zwecke verfolgt, kann unter bestimmten Voraussetzungen die in den einzelnen Steuergesetzen vorgesehenen Steuervergünstigungen in Anspruch nehmen. Juristische Personen des privaten Rechts, die gemeinnützige Ziele verfolgen, können außerdem Zuwendungen zur Deckung von notwendigen Ausgaben für die Umsetzung von Projekten zur Stärkung von Vielfalt, Toleranz und Demokratie aus dem Bundesprogramm Demokratie leben erhalten.
Das Prinzip der Gemeinnützigkeit in den Wirtschaftswissenschaften, die soziale Marktwirtschaft und die Gemeinwohl-Ökonomie wollen freien Wettbewerb mit sozialem Ausgleich und dem Gemeinwohl verbinden.

## Deutschland

### Entwicklung
Das Gemeinnützigkeitsrecht ist erst seit der grundlegenden Neuregelung 1977 in der Abgabenordnung enthalten. Schon im 19. Jahrhundert enthielten jedoch einige Einzelsteuergesetze der Länder vergleichbare Begünstigungstatbestände. Nach dem Übergang der Steuergesetzgebungskompetenz auf das Reich wurden entsprechende Tatbestände in den neuen Reichssteuergesetzen festgeschrieben. 1934 erfolgte mit dem Steueranpassungsgesetz eine erste übergreifende Normierung des Gemeinnützigkeitsrechts, die in ihren Grundzügen bis zur Neuregelung der AO im Jahr 1977 Bestand hatte.

### Voraussetzungen der Steuervergünstigung

#### Körperschaft
Unter Körperschaften sind die Körperschaften, Personenvereinigungen und Vermögensmassen im Sinne des Körperschaftsteuergesetzes zu verstehen (§ 51 Abs. 1 Satz 2 AO). Dazu gehören auch die juristischen Personen des öffentlichen Rechts mit ihren Betrieben gewerblicher Art (§ 1 Abs. 1 Nr. 6, § 4 KStG), nicht aber die juristischen Personen des öffentlichen Rechts als solche.
Von praktischer Bedeutung sind dabei insbesondere eingetragene Vereine (e. V.), Stiftungen und gemeinnützige Gesellschaften mit beschränkter Haftung (gGmbH). Möglich sind auch gemeinnützige Aktiengesellschaften, zum Beispiel die Zoologischer Garten Berlin AG.
Die Steuerbegünstigung ist von der Art der Körperschaft weitgehend unabhängig. Entscheidend ist, dass die Körperschaft selbstlos, ausschließlich und unmittelbar einen gemeinnützigen Zweck verfolgt.

#### Gemeinnützige Zwecke
Die Gemeinnützigkeit ist in Deutschland in § 52 Abs. 1 Abgabenordnung (AO) legal definiert. Es heißt dort zur Definition: „eine Körperschaft verfolgt gemeinnützige Zwecke, wenn ihre Tätigkeit darauf gerichtet ist, die Allgemeinheit auf materiellem, geistigem oder sittlichem Gebiet selbstlos zu fördern.“
Nach § 52 Abs. 2 Satz 1 AO sind folgende Ziele als gemeinnützig anzuerkennen:
1. die Förderung von Wissenschaft und Forschung;
2. die Förderung der Religion;
3. die Förderung des öffentlichen Gesundheitswesens und der öffentlichen Gesundheitspflege, insbesondere die Verhütung und Bekämpfung von übertragbaren Krankheiten und von Tierseuchen;
4. die Förderung der Jugend- und Altenhilfe;
5. die Förderung von Kunst und Kultur;
6. die Förderung des Denkmalschutzes und der Denkmalpflege;
7. die Förderung der Erziehung, Volks- und Berufsbildung einschließlich der Studentenhilfe;
8. die Förderung des Naturschutzes und der Landschaftspflege im Sinne des Bundesnaturschutzgesetzes und der Naturschutzgesetze der Länder, des Umweltschutzes, einschließlich des Klimaschutzes, des Küstenschutzes und des Hochwasserschutzes;
9. die Förderung des Wohlfahrtswesens, insbesondere der Zwecke der amtlich anerkannten Verbände der freien Wohlfahrtspflege;
10. die Förderung der Hilfe für politisch, rassistisch oder religiös Verfolgte, für Flüchtlinge, Vertriebene, Aussiedler, Spätaussiedler, Kriegsopfer, Kriegshinterbliebene, Kriegsbeschädigte und Kriegsgefangene, Zivilbeschädigte und Behinderte sowie Hilfe für Opfer von Straftaten; Förderung des Andenkens an Verfolgte, Kriegs- und Katastrophenopfer; Förderung des Suchdienstes für Vermisste, Förderung der Hilfe für Menschen, die auf Grund ihrer geschlechtlichen Identität oder ihrer geschlechtlichen Orientierung diskriminiert werden;
11. die Förderung der Rettung aus Lebensgefahr;
12. die Förderung des Feuer-, Arbeits-, Katastrophen- und Zivilschutzes sowie der Unfallverhütung;
13. die Förderung internationaler Gesinnung, der Toleranz auf allen Gebieten der Kultur und des Völkerverständigungsgedankens;
14. die Förderung des Tierschutzes;
15. die Förderung der Entwicklungszusammenarbeit;
16. die Förderung von Verbraucherberatung und Verbraucherschutz;
17. die Förderung der Fürsorge für Strafgefangene und ehemalige Strafgefangene;
18. die Förderung der Gleichberechtigung von Frauen und Männern;
19. die Förderung des Schutzes von Ehe und Familie;
20. die Förderung der Kriminalprävention;
21. die Förderung des Sports (Schach gilt als Sport);[7]
22. die Förderung der Heimatpflege, Heimatkunde und der Ortsverschönerung;
23. die Förderung der Tierzucht, der Pflanzenzucht, der Kleingärtnerei, des traditionellen Brauchtums einschließlich des Karnevals, der Fastnacht und des Faschings, der Soldaten- und Reservistenbetreuung, des Amateurfunkens, des Freifunks, des Modellflugs und des Hundesports;
24. die allgemeine Förderung des demokratischen Staatswesens in der Bundesrepublik Deutschland; hierzu gehören nicht Bestrebungen, die nur bestimmte Einzelinteressen staatsbürgerlicher Art verfolgen oder die auf den kommunalpolitischen Bereich beschränkt sind;
25. die Förderung des bürgerschaftlichen Engagements zugunsten gemeinnütziger, mildtätiger und kirchlicher Zwecke;
26. die Förderung der Unterhaltung und Pflege von Friedhöfen und die Förderung der Unterhaltung von Gedenkstätten für nichtbestattungspflichtige Kinder und Föten;
27. die Förderung wohngemeinnütziger Zwecke.

Eine steuerbegünstigte allgemeine Förderung des demokratischen Staatswesens ist nach der Rechtsprechung des Bundesfinanzhofs nur dann gegeben, wenn sich die Körperschaft umfassend mit den demokratischen Grundprinzipien befasst und diese objektiv und neutral würdigt. Ist hingegen Zweck der Körperschaft die politische Bildung, der es auf der Grundlage der Normen und Vorstellungen einer rechtsstaatlichen Demokratie um die Schaffung und Förderung politischer Wahrnehmungsfähigkeit und politischen Verantwortungsbewusstseins geht, liegt Volksbildung vor. Diese muss nicht nur in theoretischer Unterweisung bestehen, sie kann auch durch den Aufruf zu konkreter Handlung ergänzt werden. Keine politische Bildung ist demgegenüber die einseitige Agitation, die unkritische Indoktrination oder die parteipolitisch motivierte Einflussnahme.
Weitere Zwecke, durch welche die Allgemeinheit auf materiellem, geistigem oder sittlichem Gebiet entsprechend selbstlos gefördert wird, können für gemeinnützig erklärt werden (§ 52 Abs. 2 Satz 2 AO).
Als freigemeinnützig bezeichnet man Einrichtungen, die von Trägern der kirchlichen und freien Wohlfahrtspflege, Kirchengemeinden, Stiftungen, Vereinen oder in neuerer Zeit vermehrt von gemeinnützigen GmbHs unterhalten werden. Gemeinnützige GmbHs werden seit Anfang der 1990er Jahre vermehrt durch natürliche Personen gegründet. Das Engagement dieser Personen wird unter dem Begriff Social Entrepreneurship zusammengefasst.

#### Weitere Voraussetzungen
Außer der Verfolgung eines gemeinnützigen Zwecks muss die Körperschaft folgende weitere Voraussetzungen erfüllen:
- Der Zweck muss selbstlos, ausschließlich und unmittelbar verfolgt werden (§ 55, § 56, § 57 AO).
- Alle Voraussetzungen der Steuerbegünstigung müssen aus der Satzung ersichtlich sein. Die Satzung muss auch die Art der Zweckverwirklichung angeben. Die tatsächliche Geschäftsführung muss der Satzung entsprechen (§ 59, § 60, § 63 AO).

Zentrales Kriterium für die Selbstlosigkeit – und damit für umfassende Steuerbefreiungen – ist sowohl in Deutschland als auch in den USA bei den 501(c) organizations, dass die Körperschaft nicht in erster Linie eigenwirtschaftliche Zwecke – zum Beispiel gewerbliche Zwecke oder sonstige Erwerbszwecke – verfolgt und keine Gewinne an die Investoren ausgeschüttet werden, sog. non-distribution constraint.
Bei der Gründung einer steuerbegünstigten Körperschaft empfiehlt sich eine frühzeitige Abstimmung der Satzung (Verein) oder des Gesellschaftsvertrages (GmbH) mit dem Finanzamt, um aufwändige erneute Mitgliederversammlungen zur Satzungsänderung zu vermeiden, falls die bereits beschlossene Satzung nicht den Anforderungen der AO entspricht. Nach der Gründung kann beim Finanzamt der Erlass eines Feststellungsbescheides gemäß § 60a AO beantragt werden. Dieser Bescheid bestätigt jedoch nur, dass die satzungsmäßigen Voraussetzungen für die Steuerbegünstigung vorliegen. Danach prüft das Finanzamt turnusmäßig alle drei Jahre, ob die Gemeinnützigkeitsgrundsätze eingehalten werden, und erteilt dann einen Freistellungsbescheid (Anwendungserlass zu § 59 AO). Dieser berechtigt dann höchstens fünf Jahre lang zur Ausstellung von Zuwendungsbestätigungen (Spendenbescheinigungen). Ob ein Verein beim Finanzamt als gemeinnützig geführt wird, kann beim Zuwendungsempfängerregister des Bundeszentralamts für Steuern abgefragt werden.

### Feststellung durch das Finanzamt
Die Gemeinnützigkeit wird von den Landesfinanzbehörden für die Körperschaft sowie die Steuerpflichtigen, die Zuwendungen in Form von Spenden und Mitgliedsbeiträgen an die Körperschaft erbringen, durch bindenden Grundlagenbescheid festgestellt (§ 60a AO). Die Befreiung von der Körperschafts- und der Gewerbesteuer gilt dann kraft Gesetzes (§ 5 Abs. 1 Nr. 9 KStG, § 3 Nr. 6 GewStG). Zuwendungen an eine steuerbefreite Körperschaft können gem. § 10b Abs. 2 Satz 2 Nr. 2 EStG bis zu einer bestimmten Höhe als Sonderausgabe vom zu versteuernden Einkommen abgezogen werden.  
Über die Steuerbegünstigung (selbstlose, ausschließliche und unmittelbare Verfolgung gemeinnütziger, mildtätiger oder kirchlicher Zwecke) ist stets für einen bestimmten Veranlagungszeitraum zu entscheiden (Grundsatz der Abschnittsbesteuerung).

### Rechtsfolgen
Bei Gemeinnützigkeit einer Körperschaft sind Steuervergünstigungen in den Einzelsteuergesetzen anwendbar, die voraussetzen, dass eine Körperschaft ausschließlich und unmittelbar gemeinnützige Zwecke verfolgt. Dies betrifft insbesondere die Befreiung von der Körperschaftsteuer und der Gewerbesteuer (§ 5 Abs. 1 Nr. 9 Satz 1 KStG und § 3 Nr. 6 Satz 1 GewStG) sowie die Möglichkeit, Spenden entgegenzunehmen, die beim Spender zum Abzug der Spende für Zwecke der Einkommensteuer (§ 10b Abs. 1 Satz 1, Satz 2 Nr. 2 EStG), Körperschaftsteuer (§ 9 Abs. 1 Nr. 2 Satz 1, Satz 2 lit. b) KStG) und Gewerbesteuer (§ 9 Nr. 5 Satz 1, Satz 2 lit. b) GewStG) berechtigen, und für solche Spenden Zuwendungsbestätigungen auszustellen.
Bei wirtschaftlichen Geschäftsbetrieben (§ 14 AO), die keine Zweckbetriebe sind (§ 65 AO), unterliegen Einnahmen einschließlich Umsatzsteuer von nicht mehr als 45 000 Euro jährlich weder der Körperschaft- noch der Gewerbesteuer (§ 64 Abs. 3 AO). In der Praxis sind die in § 66 bis § 68 AO benannten Zweckbetriebe von Bedeutung, z. B. Krankenhäuser, Wohlfahrtspflegeeinrichtungen, Wissenschaft, Bildung und Kultur unter den jeweiligen besonderen Voraussetzungen.
Wenn die Körperschaft zur Erreichung ihrer gemeinnützigen Zwecke unternehmerisch tätig wird und die erbrachten Leistungen nicht nach § 4 UStG von der Umsatzsteuer befreit sind, unterliegen die Leistungen der Umsatzsteuer (zum ermäßigten Steuersatz siehe auch: § 12 Abs. 2 Nr. 8 UStG).
Einnahmen aus nebenberuflichen Tätigkeiten bei einer wegen Gemeinnützigkeit von der Körperschaftssteuer befreiten Einrichtung (Übungsleiterpauschale) unterliegen im Rahmen des § 3 Nr. 26, 26a EStG nicht der Einkommensteuer.

### Entzug der Gemeinnützigkeit wegen politischer Betätigung

#### Voraussetzung
Nach der ständigen Rechtsprechung des Bundesfinanzhofs, begründet mit Urteil vom 29. August 1984, gehört zu den nach § 52 Abs. 2 AO eigenständig steuerbegünstigten Zwecken weder die Einflussnahme auf die politische Willensbildung (§ 2 Abs. 1 PartG) noch die Gestaltung der öffentlichen Meinung (§ 1 Abs. 2 PartG). Dementsprechend ist der steuerbegünstigten Körperschaft eine eigenständige Befassung mit Fragen der politischen Willensbildung wie den politischen Parteien verwehrt. Die Körperschaft darf mit ihrer tatsächlichen Geschäftsführung weder ausschließlich noch überwiegend einen politischen Zweck verfolgen. Das Verbot soll verhindern, dass mit Hilfe gemeinnütziger Vereine die Vorschriften zur Parteienfinanzierung unterlaufen werden. 
Die Rechtsprechung des BFH schließt jedoch nicht jede politische Betätigung gemeinnütziger Organisationen aus. Die Körperschaft darf zwar „Lösungsvorschläge für die Tagespolitik erarbeiten, aber keine konkreten Schritte unternehmen, um ihre Lösungsvorschläge in der Tagespolitik durchzusetzen.“
Für die zulässige politische Betätigung gemeinnütziger Körperschaften lässt sich auf der Grundlage der Rechtsprechung des BFH zusammenfassend feststellen:
1. Die gemeinnützige Körperschaft muss sich parteipolitisch neutral verhalten, darf also nicht bestimmte Parteien unterstützen.
2. Die politische Betätigung im Rahmen eines spezifischen Gemeinnützigkeitszwecks ist zulässig, aber nicht allgemein auf beliebigen Politikfeldern; sie muss der übrigen gemeinnützigen Tätigkeit untergeordnet sein.
3. Die politische Betätigung im Rahmen des gemeinnützigen Zwecks der „politischen Bildung“ ist nur zulässig, wenn sie sich inhaltlich auf bildungspolitische Fragestellungen beschränkt und sich inhaltlich in geistiger Offenheit vollzieht und die in solcher geistiger Offenheit entwickelten Lösungsvorschläge nicht durch „Einflussnahme auf politische Willensbildung und öffentliche Meinung mittels weiterer Maßnahmen durchgesetzt werden sollen.“

Insgesamt zeigt sich ein rechtliches Spannungsfeld: Einerseits haben gemeinnützige Organisationen das Recht, sich gesellschaftspolitisch im Rahmen ihres Satzungszwecks zu äußern, andererseits dürfen sie nicht parteipolitisch agieren, wenn sie steuerlich begünstigt werden.

##### Attac
Im Oktober 2014 erkannte das Finanzamt Frankfurt am Main der globalisierungskritischen Nichtregierungsorganisation Attac Deutschland die Gemeinnützigkeit ab und begründete diesen Schritt mit „den allgemeinpolitischen Zielen“ der Organisation. Der Klage Attacs gab im November 2016 das Hessische Finanzgericht statt und stellte damit die Gemeinnützigkeit gerichtlich fest.
Auf Weisung des Bundesfinanzministeriums ging das Finanzamt gegen dieses Urteil mit einer Nichtzulassungsbeschwerde vor, die der Bundesfinanzhof am 13. Dezember 2017 annahm.
Mit Urteil vom 10. Februar 2019 hob der Bundesfinanzhof das Urteil auf verwies die Sache an das Hessische Finanzgericht zurück mit der Maßgabe, dass Politik als solche nicht gemeinnützig sei. Dementsprechend wies das Hessische FG die Klage im Februar 2020 ab. Mit Beschluss vom 10. Dezember 2020 wies der BFH die Revision gegen dieses Urteil als unbegründet zurück. Dagegen legte Attac im April 2021 Verfassungsbeschwerde zum Bundesverfassungsgericht ein.
So blieb das Urteil des hessischen Landesgerichtes jahrelang ohne Rechtskraft und Attac ohne anerkannte Gemeinnützigkeit.
Attac stellte den „Dominoeffekt“ heraus, den die Entscheidung des Bundesfinanzhofs mit sich bringen würde, denn es gehe nicht nur um attac, sondern auch weitere Nichtregierungsorganisationen. Mit dem Entzug der Gemeinnützigkeit mache man Organisationen „mundtot“, die Kampagnen mit allgemeinpolitischem Charakter unterstützen.
Schon mit und vor dem Urteil von 2014 wurde eine Beschränkung der steuerbegünstigten politischen Ziele durch die Abgabenordnung kritisiert. „Politik ist nicht nur Sache der Parteien, das spiegelt nicht die Zivilgesellschaft von heute“ wider, sagte etwa Ulrich Müller, Geschäftsführer von LobbyControl. Unabhängig von dem laufenden Rechtsstreit fordert attac eine Erweiterung des Gemeinnützigkeitsrechts in Deutschland. Der Satzungszweck „Förderung des demokratischen Staatswesens“ müsse wie Umwelt- und Naturschutz als gemeinnütziger Zweck anerkannt werden.

##### Vereinigung der Verfolgten des Naziregimes – Bund der Antifaschistinnen und Antifaschisten (VVN/BdA)
Das Berliner Finanzamt für Körperschaften erkannte im November 2019 der VVN-BdA den Status der Gemeinnützigkeit ab. Es begründete den Schritt damit, dass die Organisation im bayerischen Verfassungsschutzbericht als „bundesweit größte linksextremistisch beeinflusste Organisation im Bereich des Antifaschismus“ bezeichnet worden war. Anstoß erregt hatte die zahlreiche Mitgliedschaft von Altkommunisten; doch diese waren eben auch besonders von den Nazis verfolgt worden und aktive Antifaschisten. Dass das Finanzamt deshalb für 2016 und 2017 eine Steuernachzahlung in fünfstelliger Höhe verlangte, gefährdete nach Ansicht von VVN-BdA-Geschäftsführer Thomas Willms die Existenz des Vereins. Nach langjährigem Rechtsstreit wurde im Jahr 2021 die Gemeinnützigkeit wieder anerkannt.

##### Deutsche Umwelthilfe e. V. (DUH)
Nachdem die DUH 2018 vor Gericht mehrere Dieselfahrverbote durchgesetzt hatte, wollte die CDU ihre Gemeinnützigkeit prüfen lassen. Das zuständige Finanzamt Singen lehnte dies ab, da keine konkreten Anhaltspunkte dafür vorlagen.

##### Weitere Beispiele
- eingetragener Verein zur Bekämpfung der Corona-Maßnahmen[37][38]
- Uniter e. V.[39][40]
- Campact[41]
- innn.it (früher Change.org)[42][43]
- Demokratisches Zentrum Ludwigsburg[44]
- Naturfreunde Thüringen[45]

#### Verfassungsmäßigkeit und Rechtspolitik
In seiner zweiten Attac-Entscheidung hat das Hessische Finanzgericht Zweifel an der Verfassungsmäßigkeit der Ausgestaltung des Gemeinnützigkeitskatalogs angedeutet. Durch die Aufnahme und das Weglassen bestimmter Politikfelder im Katalog des § 52 Abs. 2 Satz 1 AO habe es der einfache Gesetzgeber in der Hand, die politische Einflussnahme zugunsten eines ausdrücklichen genannten Zwecks steuerlich zu begünstigen und zugunsten nicht ausdrücklich genannter Zwecke auszuschließen. Der Katalog des § 52 Abs. 2 AO erscheine insoweit schon aus sich heraus nicht politisch (meinungs-)neutral.
Für eine mögliche gesetzliche Regelung werden unter anderem die folgenden Vorschläge gemacht:
- Erweiterung des Katalogs gemeinnütziger Zwecke in § 52 Abs. 2 AO[50]
- Erweiterung der allgemeinen Gemeinnützigkeitsdefinition[50]
- Erweiterte Grenze für politische Betätigungen innerhalb des Gemeinnützigkeitsrechts durch eine Erweiterung der steuerlich unschädlichen Betätigungen in § 58 AO[51]
- Eigenständiger Förderungstatbestand für „politische Körperschaften“ außerhalb der §§ 51 ff. AO, etwa ein neuer Befreiungstatbestand für die Körperschaftsteuer in § 5 KStG[52][53]
- Organisatorische Veränderungen in der föderalen Finanzverwaltung durch Schaffung einer zentralen Entscheidungsinstanz zur Gemeinnützigkeit.[54][55]

## Österreich
Gemeinnützige Vereine sind im Vereinsregister zu finden, gemeinnützige Kapitalgesellschaften und Privatstiftungen im Firmenbuch. Gemeinsam ist ihnen die Gemeinnützigkeit nach §§ 34–47 f Bundesabgabenordnung (BAO). Eine spezielle Rechtsform des Gemeinnützigen gibt es im Allgemeinen nicht.
Der § 35 BAO definiert:

„Gemeinnützig sind solche Zwecke, durch deren Erfüllung die Allgemeinheit gefördert wird.
Eine Förderung der Allgemeinheit liegt nur vor, wenn die Tätigkeit dem Gemeinwohl auf geistigem, kulturellem, sittlichem oder materiellem Gebiet nützt. Dies gilt insbesondere für die Förderung der Kunst und Wissenschaft, der Gesundheitspflege, der Kinder-, Jugend- und Familienfürsorge, der Fürsorge für alte, kranke oder mit körperlichen Gebrechen behaftete Personen, des Körpersports, des Volkswohnungswesens, der Schulbildung, der Erziehung, der Volksbildung, der Berufsausbildung, der Denkmalpflege, des Natur-, Tier- und Höhlenschutzes, der Heimatkunde, der Heimatpflege und der Bekämpfung von Elementarschäden.“

Eine vergleichbare, detailliertere Aufzählung gibt dann beispielsweise auch der § 4a Abs. 2 EStG Zuwendungen aus dem Betriebsvermögen für begünstigte Zwecke bei Spenden.
Darüber hinaus gibt es in Österreich den Gemeindebau., der im Rahmen des Wohnungsgemeinnützigkeitsrechts als gemeinnützig anerkannt ist. Gemeinnützigen Bauvereinigungen sind steuerbegünstigte Wohnbauträger, welche in ihrer Tätigkeit dem Gemeinwohl dienende Aufgaben des Wohnungs- und Siedlungswesens wahrnehmen und die Wohnraumversorgung in Österreich bis heute entscheidend prägen.
Dabei werden in der BAO die eigentlichen gemeinnützigen Zwecke (§ 35 BAO) von den mildtätigen Zwecken (§ 37 BAO, humanitäres und wohltätiges Engagement für einzelne Personen oder Gruppen) und kirchliche Zwecke (Förderung gesetzlich anerkannter Kirchen und Religionsgesellschaften) geschieden. Das liegt daran, dass sie nicht der Allgemeinheit insgesamt zugutekommen (Legaldefinition des § 36 BAO über Personenkreise, die „nicht als Allgemeinheit aufzufassen“ sind).

## Schweiz
Gemeinnützigkeit ist kein gesetzlich geschützter Begriff. Im Allgemeinen wird darunter das „sich Einsetzen für die Allgemeinheit“ verstanden, was ein äußerst dehnbarer Begriff ist und durchaus auch wirtschaftliche Interessen beinhalten kann. Dahingegen jedoch grenzt sich die behördlich anerkannte Gemeinnützigkeit klar ab: Eine „echte“ Gemeinnützigkeit wird in der Schweiz nur über die kantonalen Steuerämter attestiert, indem diese die juristischen Personen einer eingehenden Prüfung unterziehen und am Ende von der Steuer auf kommunaler, Staats- (Kantons-) und Bundesebene befreien.

### Prüfung auf Steuerbefreiung aufgrund gemeinnütziger Tätigkeit
Die gesetzliche Grundlage von Art. 56 lit. G des Bundesgesetzes über die direkte Bundessteuer (SR 642.11; DBG) setzt für die Befreiung einer juristischen Person von der Steuerpflicht voraus, dass diese öffentliche oder gemeinnützige Zwecke verfolgt und der Gewinn und das Kapital, für welche sie um Steuerbefreiung ersucht, ausschließlich und unwiderruflich diesen Zwecken gewidmet ist.
Die Tätigkeit, die gemeinnützig sein will, setzt ein Zweifaches voraus: sie muss einerseits unmittelbar, uneingeschränkt und dauernd auf das Wohl der Allgemeinheit gerichtet sein und darf anderseits nur in uneigennütziger Weise erfolgen. Uneigennützig tätig ist eine juristische Person, wenn sie weder Erwerbs- noch Selbsthilfezwecke verfolgt und sich selbstlos verhält, d. h. ein finanzielles Opfer zugunsten Dritter unter Verzicht auf eine Gegenleistung bzw. einen persönlichen Gewinn erbringt.
In Art. 56 lit. G DBG wird festgehalten, dass unternehmerische Zwecke grundsätzlich nicht gemeinnützig sind.

### Erwerbstätigkeit und Wettbewerbsneutralität
Die steuerbefreite Aktivität muss ausschließlich auf die gemeinnützige Aufgabe oder das Wohl Dritter ausgerichtet sein. Verfolgt eine Institution primär eine wirtschaftliche Tätigkeit (Erwerbszweck) und befindet sie sich somit im wirtschaftlichen Konkurrenzkampf mit anderen Anbietern, braucht nicht weiter geprüft werden, ob sie sich allenfalls gemeinnützigen Zwecken widmet. Eine diesbezügliche Steuerbefreiung hat in jedem Fall die Verletzung des Grundsatzes der Wettbewerbsneutralität zur Folge. Erwerbszwecke liegen vor, wenn die Institution im wirtschaftlichen Konkurrenzkampf oder in wirtschaftlicher Monopolstellung mit dem Zweck der Gewinnerzielung Kapital und Arbeit einsetzt und dabei für ihre Leistungen insgesamt ein Entgelt fordert, wie es im Wirtschaftsleben üblicherweise bezahlt wird. Nach dem Grundsatz der Wettbewerbsneutralität der steuerlichen Ordnung sind allen Konkurrenten auf dem Markt die gleichen Bedingungen zu gewähren. Wo mehrere Anbieter im gleichen Markt auftreten und einander konkurrieren, haben sie Anspruch auf eine wettbewerbsneutrale Behandlung. Eine Steuerbefreiung darf nicht in den freien Wettbewerb eingreifen. Gleiche Wettbewerbschancen bestehen nur, wenn unter anderem die wirtschaftliche Leistungsfähigkeit vergleichbarer Wirtschaftssubjekte durch die Steuer in vergleichbarer Weise gekürzt wird. Der Umstand, dass zufolge der Steuerbefreiung und damit der fehlenden Steuerlast eine Leistung gegenüber den Konkurrenten günstiger angeboten werden kann, würde zu einem ungerechtfertigten Wettbewerbsvorteil führen.
Beispiele für gemeinnützige juristische Personen sind in weitaus den meisten Fällen Stiftungen (Beispiel Stiftung ZEWO), gefolgt von Vereinen (Beispiel Benevol Baselland) und in seltenen Fällen Kapitalgesellschaften (Beispiel B-Vertrieb GmbH). Gerade bei Kapitalgesellschaften ist unter anderem auch eine Grundvoraussetzung für eine anerkannte Gemeinnützigkeit, dass das Kapital nicht zweckentfremdet wird, z. B. durch Gewinnausschüttungen, was auch regelmäßig von den Steuerämtern überprüft wird.